# Zophomyia flavipennis
Zophomyia flavipennis är en tvåvingeart som först beskrevs av Robineau-desvoidy 1830.  Zophomyia flavipennis ingår i släktet Zophomyia och familjen parasitflugor.
Artens utbredningsområde är Frankrike. Inga underarter finns listade i Catalogue of Life.